# Jerry Costello
Jerry Francis Costello (East St. Louis, 25 settembre 1949) è un politico statunitense, membro della Camera dei Rappresentanti per lo Stato dell'Illinois dal 1988 al 2013.

## Biografia
Nato ad East St. Louis in una famiglia di origini italoamericane, dopo gli studi Costello fu vicesceriffo della contea di St. Clair e investigatore presso l'ufficio del procuratore di stato. Negli anni ottanta fu presidente del consiglio della contea.
Entrato in politica con il Partito Democratico, nel 1988 prese parte alle elezioni speciali per assegnare il seggio del deputato Melvin Price, deceduto mentre era in carica; Costello riuscì a vincere e approdò così alla Camera dei Rappresentanti.
Negli anni successivi gli elettori lo riconfermarono per altri dodici mandati, fin quando nel 2012 annunciò le sue intenzioni di non concorrere per un'ulteriore rielezione e lasciò il Congresso dopo venticinque anni di permanenza.